# Province d'Iwami
Pour l’article homonyme, voir Iwami.
Iwami (石見国; -no kuni) est une ancienne province du Japon qui se situait dans une région qui est aujourd'hui la partie ouest de la préfecture de Shimane. Iwami était entourée par les provinces de Aki, Bingo, Izumo, Nagato et Suo.
L'ancienne capitale provinciale était à l'emplacement de la ville moderne d'Hamada. Pendant la période Sengoku, la province était un fief du clan Mori qui en tira sa puissance surtout d'Iwami Ginzan, l'exploitation des mines d'argent présents dans la province.